# Небесна сотня (монета)
«Небе́сна со́тня» — пам'ятна монета номіналом 5 гривень, випущена Національним банком України. Присвячена Небесній сотні.
Монету введено в обіг 18 лютого 2015 року. Вона належить до серії «Героям Майдану».

## Опис монети та характеристики
| Номінал грн. | Метал      | Маса, грам | Діаметр, мм. | Якість виготовлення       | Гурт     | Тираж, штук                                                                   |
| ------------ | ---------- | ---------- | ------------ | ------------------------- | -------- | ----------------------------------------------------------------------------- |
| 5            | нейзильбер | 16,54      | 35,0         | спеціальний анциркулейтед | рифлений | 100 000 (у тому числі 70 000 у сувенірній упаковці разом з 2 іншими монетами) |

### Аверс
На аверсі монети у центральній частині у вигляді шляху з бруківки, всипаного квітками гвоздики, вгорі розміщено напис «УКРАЇНА» та зображення малого Державного герба України, по центру напис у два рядки «ГЕРОЇ/НЕ ВМИРАЮТЬ!». Праворуч на дзеркальному тлі зазначено номінал монети (5 гривень) та рік карбування монети (2015), ліворуч зображено емблему Монетного двору Національного банку України.

### Реверс
На реверсі монети по центру розміщено зображення державного прапору України, виконаного з використанням тамподруку. Унизу від прапора на дзеркальному тлі розміщено зображення свічок, полум'я яких підіймається вгору, вгорі від прапора розміщено стилізований напис у два рядки «НЕБЕСНА/СОТНЯ».

70000 монет із загального тиражу було випущено у буклетах
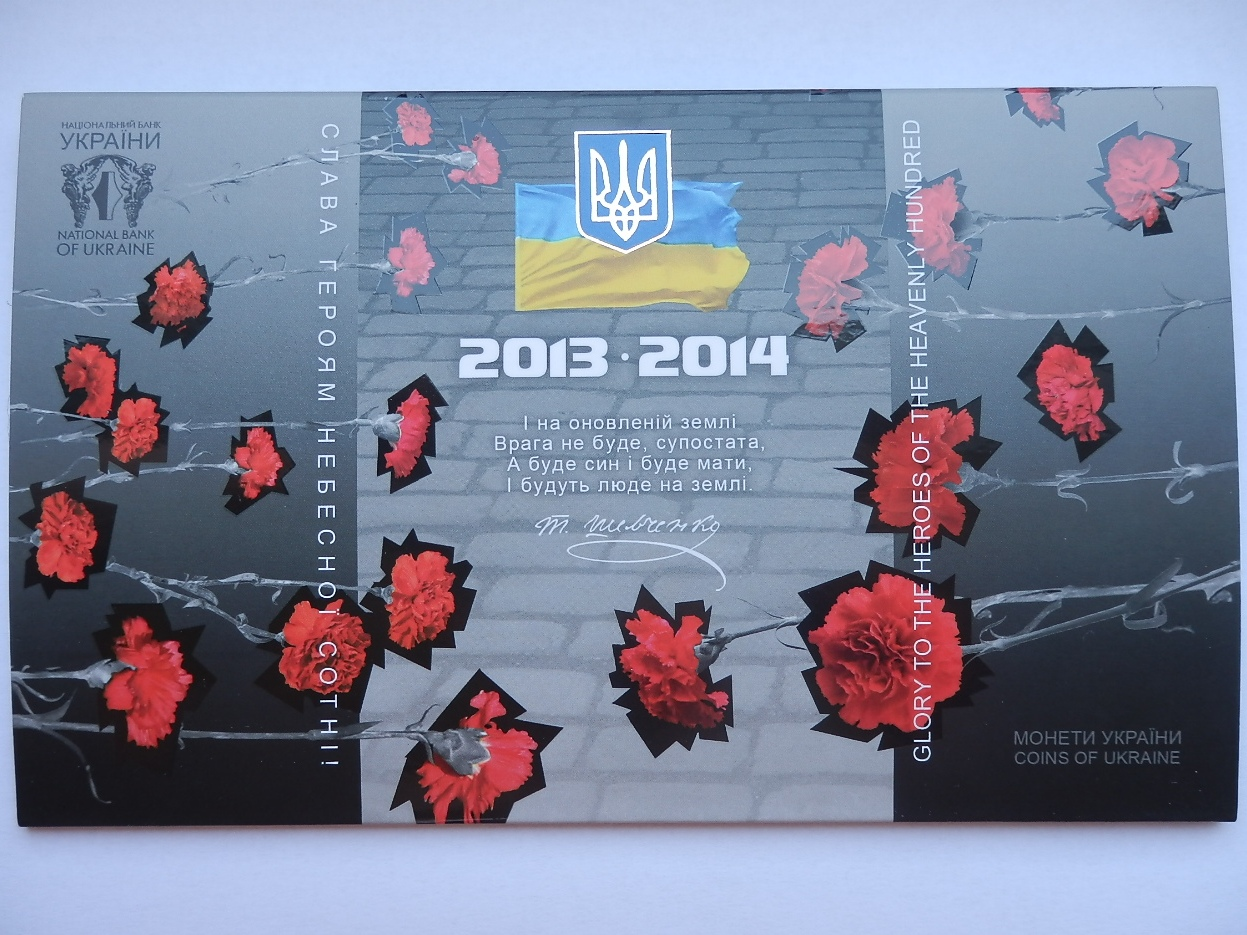
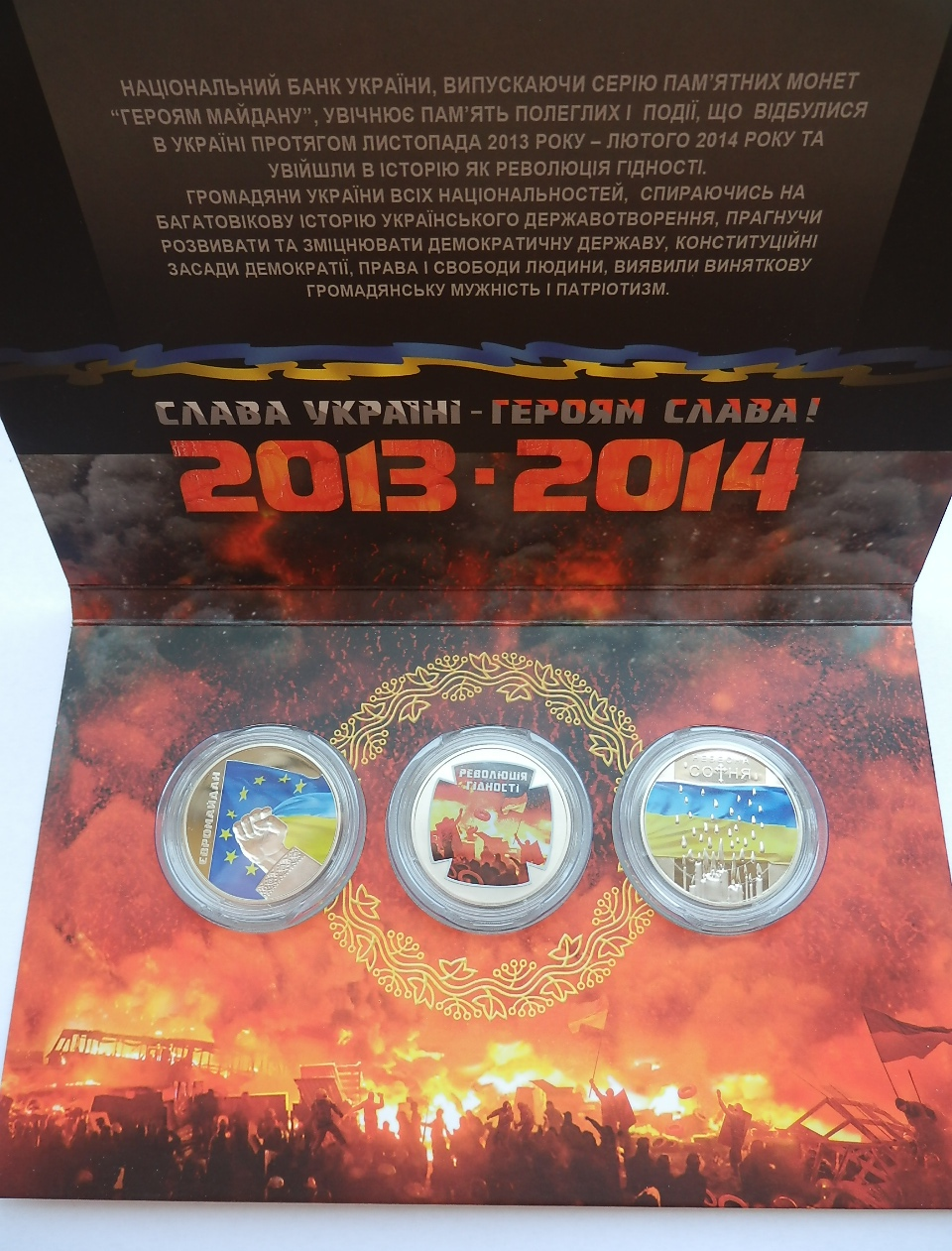
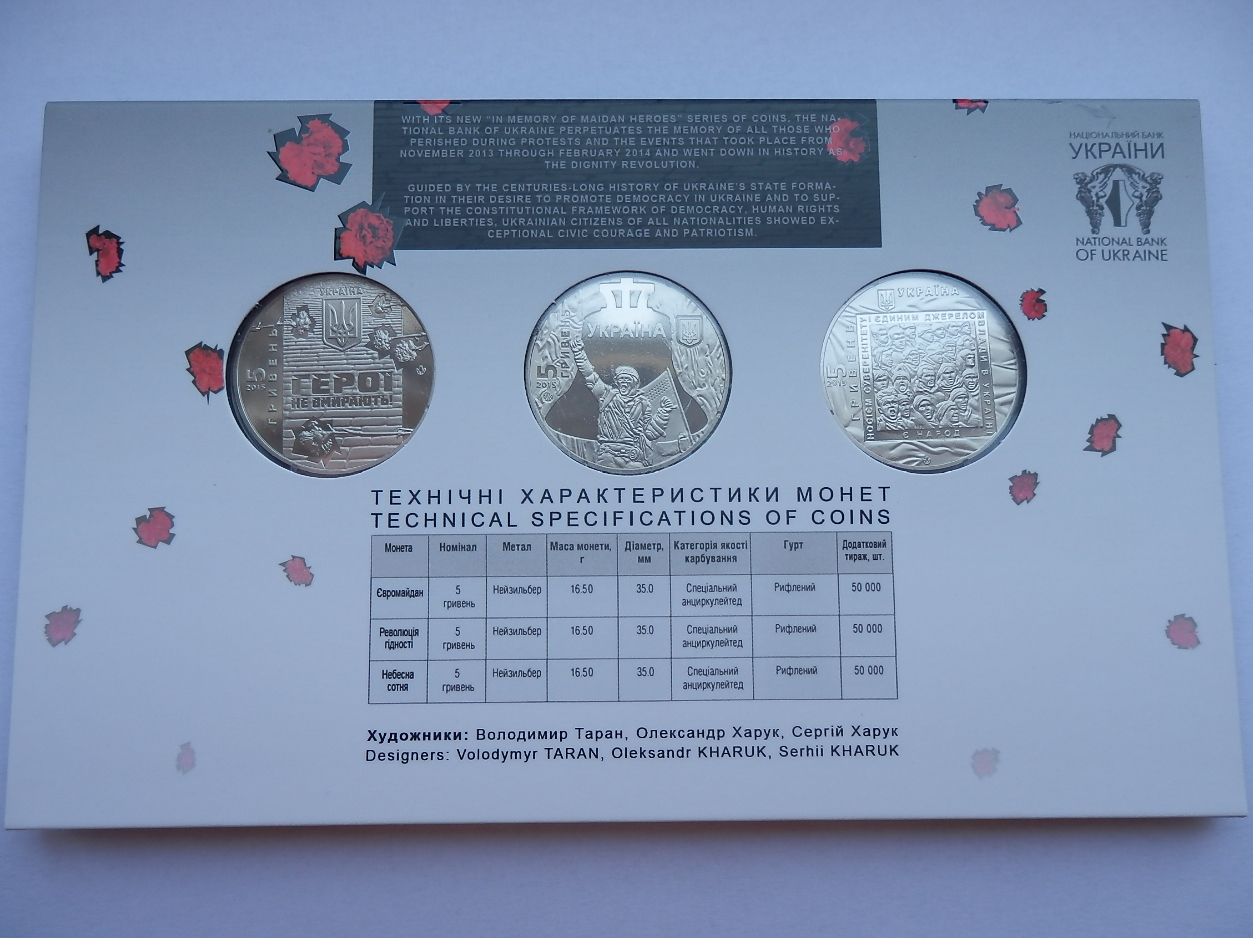

## Автори

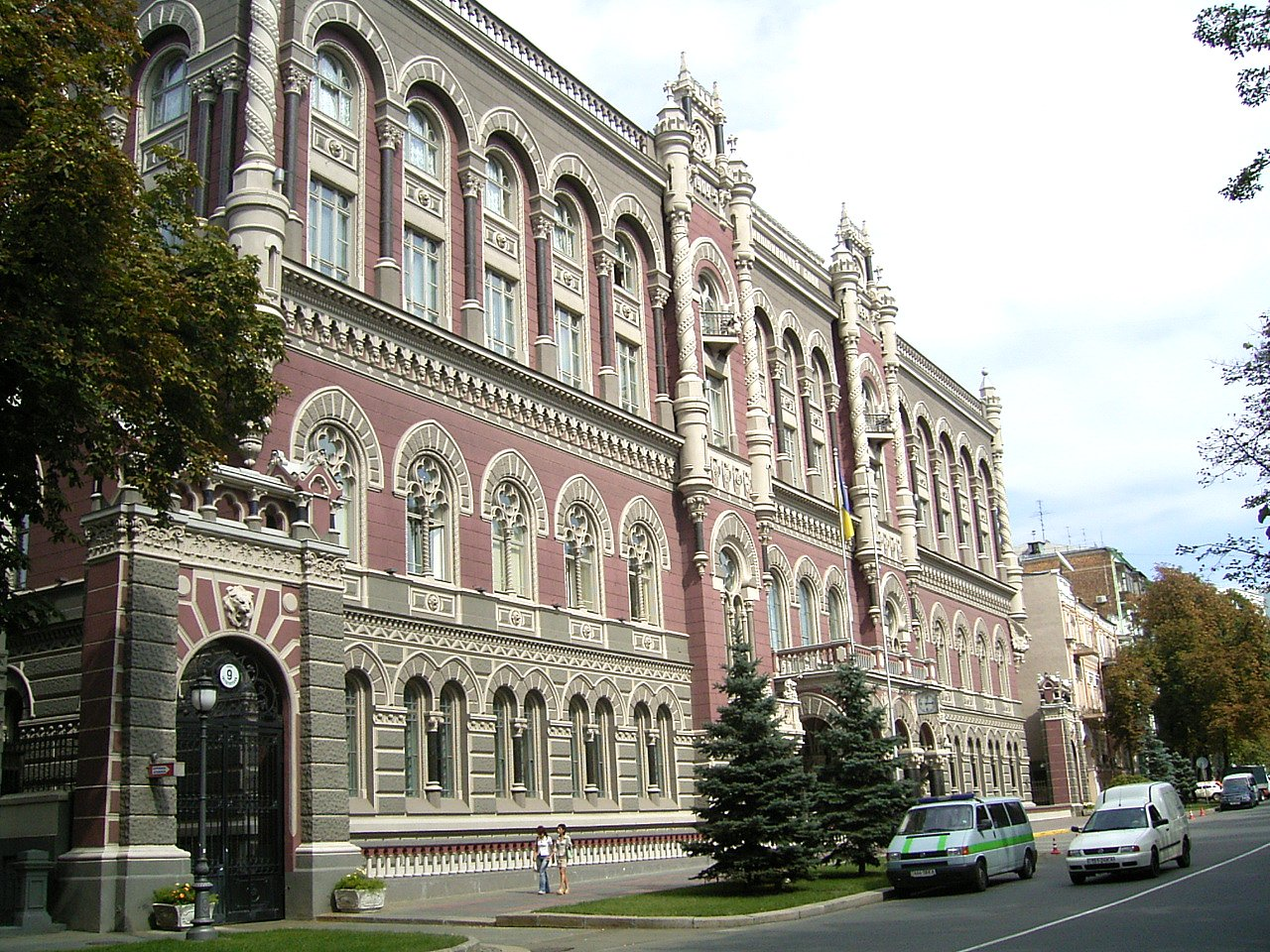
Будівля Національного банку України

- Художники: Володимир Таран, Олександр Харук, Сергій Харук.
- Скульптор: Володимир Атаманчук, Анатолій Дем'яненко.

## Вартість монети
Під час введення монети в обіг у 2015 році, Національний банк України реалізовував монету через свої філії за ціною 29 гривень.
Фактична приблизна вартість монети з роками змінювалася так:
| Рік        | 2015 | 2016 | 2017 | 2018 | 2019 | 2020 | 2021 | 2022 | 2023 | 2024 | 2025 |
| ---------- | ---- | ---- | ---- | ---- | ---- | ---- | ---- | ---- | ---- | ---- | ---- |
| Ціна, грн. | 120  | 75   | 80   | 85   | 75   | 80   | 90   | 110  | 265  | 420  | 490  |